# Bremiola rosulae
Bremiola rosulae är en tvåvingeart som beskrevs av Fedotova 1993. Bremiola rosulae ingår i släktet Bremiola och familjen gallmyggor.
Artens utbredningsområde är Kazakstan. Inga underarter finns listade i Catalogue of Life.